# Littérature réunionnaise
La littérature réunionnaise est la littérature régionale française que pratiquent les personnes liées à l'île de La Réunion, département d'outre-mer dans le sud-ouest de l'océan Indien. Elle s'est d'abord déployée grâce aux contes et à la poésie réunionnaise, florissante dès le milieu du XVIIIe siècle, avant de s'investir dans le roman à compter du milieu du XIXe siècle et de la parution en 1844 des Marrons de Louis Timagène Houat. En plein renouveau depuis la départementalisation de La Réunion, elle s'exprime aussi bien en langue française qu'en créole réunionnais.

## Littérature coloniale (jusqu'en 1946)
La littérature coloniale la Réunion est proche de la littérature mauricienne de l'époque.
- Jacques-Henri Bernardin de Saint-Pierre (1737-1814), Paul et Virginie (1788)
- Marius-Ary Leblond (1880-1953 pour Marius, 1877-1958 pour Ary), Le Miracle de la race (1914), Ulysse, Cafre ou l'Histoire dorée d'un Noir (1924)

L'exemple de Louis Timagène Houat (1809-1883) et de son roman Les Marrons (1844), concernant l'esclavage à Bourbon et le marronnage à Bourbon suffit à préciser une partie du contexte.
Une littérature en langue créole, véhiculant des stéréotypes proches, est créée à la Réunion par Louis Héry (1808-1856), en partie à l'imitation de ce qu'a fait antérieurement, à Maurice, François Chrestien (1767-1846), Fables créoles (1822),.
Les mondes poétiques relèvent d'une tout autre inspiration :
- Évariste de Parny (1753-1814),
- Charles Marie René Leconte de Lisle (1818-1894),
- Léon Dierx (1838-1912),
- Pierre-Claude Georges François (1869-1933).

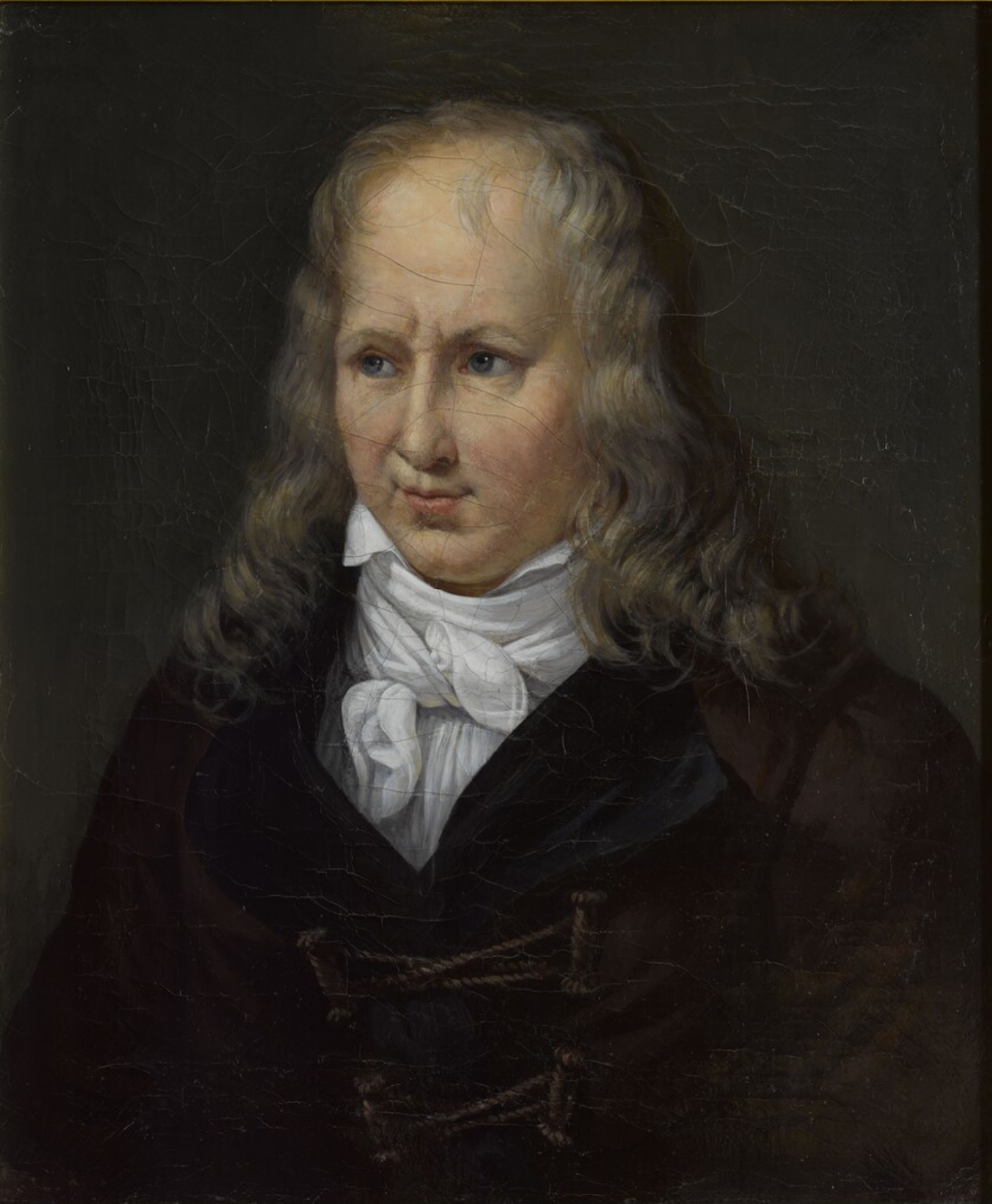
Jacques-Henri Bernardin de Saint-Pierre
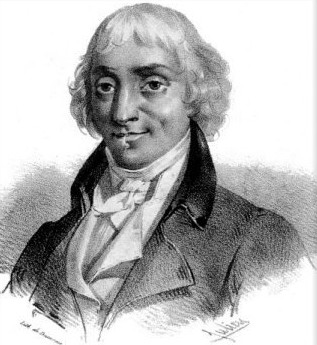
Évariste de Parny
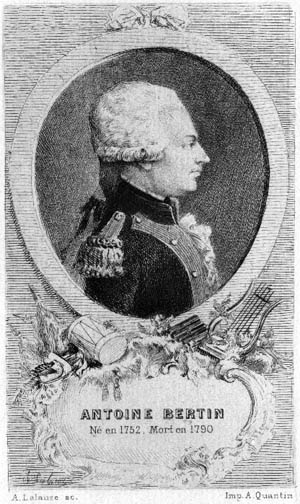
Antoine Bertin
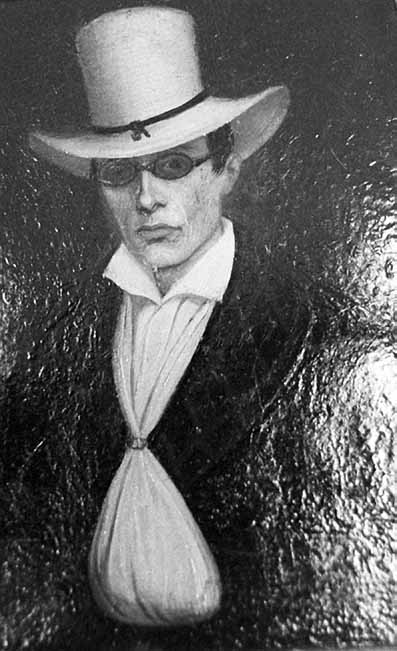
Eugène Dayot
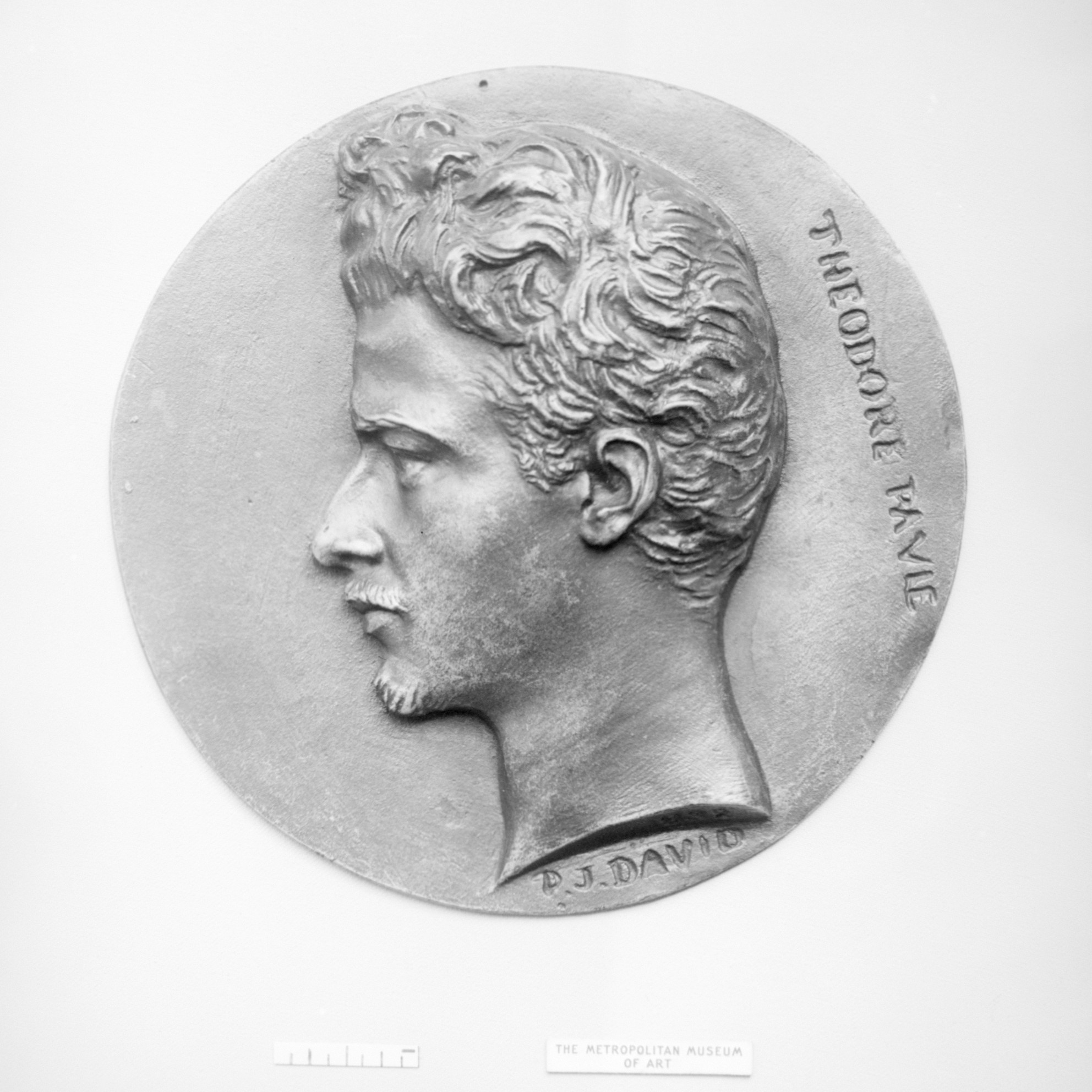
Théodore Pavie
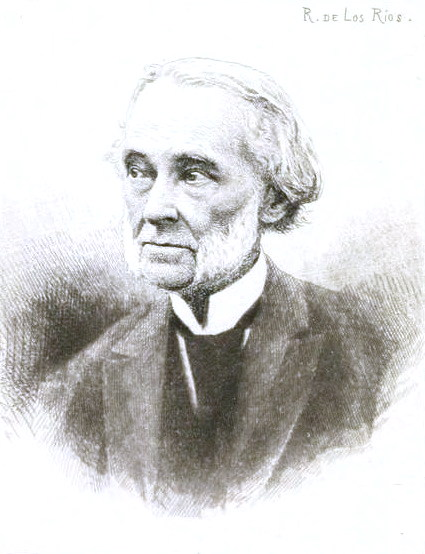
Auguste Lacaussade
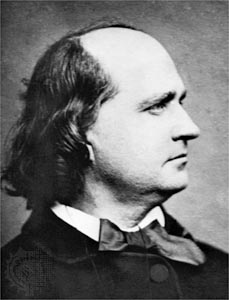
Leconte de Lisle
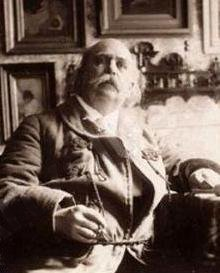
Léon Dierx
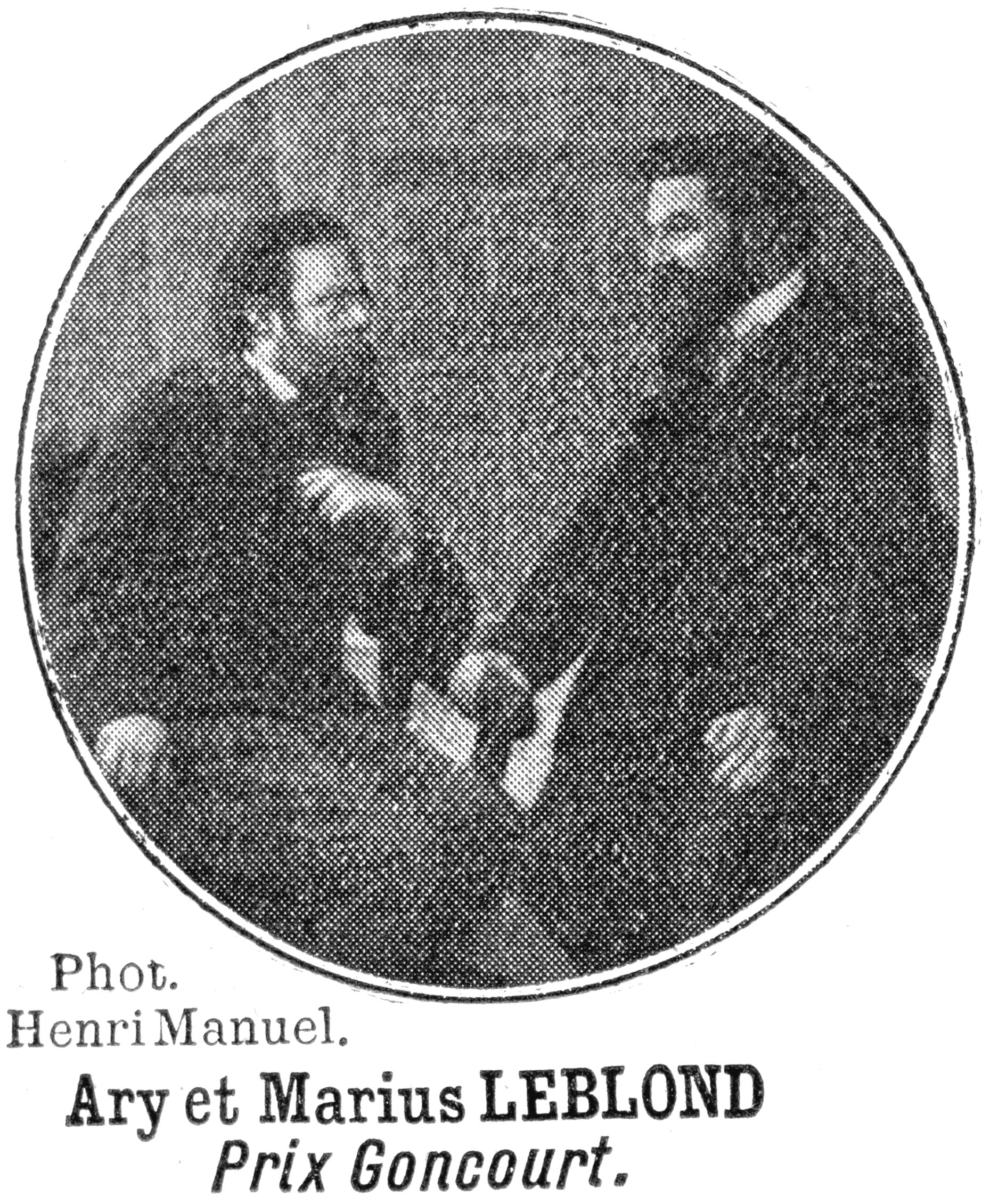
Marius-Ary Leblond

## Principaux auteurs et poètes

### Liste alphabétique
- Monique Agénor (1940-)
- Jean Albany (1917-1984)
- Gilbert Aubry (1942-)
- Véronique Alhoune (1960 ?)
- Étienne Azéma (1778-1851)
- Georges Azéma (1821-1864)
- Jean-Henri Azéma (1913-2000)
- Babou B'Jalah (1977-)
- Joseph Bédier (1864-1938)
- Gaëlle Bélem (1984-)
- Antoine Bertin (1752-1790)
- Catherine Boudet (1968-)
- Auguste Brunet (1878-1957)
- Sonia Cadet (1971-)
- Jean-Claude Carpanin Marimoutou (1956-)
- Myriam Cazalou (1912-2010)
- Anne Cheynet (1938-)
- Eugène Dayot (1810-1852)
- Léon Dierx (1838-1912)
- Joëlle Écormier (1967-)
- Nadine Fidji (1960-)
- Sébastien Folin (1970-)
- Hippolyte Foucque (1887-1970)
- Georges Fourcade (1884-1962)
- Boris Gamaleya (1930-2019)
- Axel Gauvin (1944-)
- Jean-François Géraud (1950-)
- Alain Gili (1946-)
- Yves Gomy (1942-)
- Germain Grégoire (1960 ?)
- Jules Hermann (1845-1924)
- Paul Hermann (1878-1950)
- Louis Héry (1808-1856)
- Daniel Honoré (1939-2018)
- Louis Timagène Houat (1809-1883)
- Céline Huet (1963-)
- Christian Jalma (1961-)[5]
- Claire Karm (1958-)
- Auguste Lacaussade (1815-1897)
- Firmin Lacpatia (1946-)[6]
- Louisa M.E Lafable ()
- Daniel Lauret (1949-)
- Marius-Ary Leblond (1880_1953)
- Charles-Hubert Lebon ()
- Leconte de Lisle (1818-1894)
- Jean-Claude Legros (1940-)
- Jean Lods (1938-)
- Auguste Logeais (1813-1881)
- Alexandre Lorillon (1975 ?))
- Alain Lorraine (1946-)
- Lou Lubie (1990-), bédéiste
- Henri Madoré (1928-1988)
- Éric Magamootoo (1980 ?)
- Julien Magamootoo (1970 ?)
- Marguerite-Hélène Mahé (1903-1996)
- Yves Manglou (1943-)
- Victorine Monniot (1824-1880)
- Philippe Morvan (1962-)
- Ann O'aro (1990-)
- Louis Ozoux (1869-1935)
- André Pangrani (1965-2016)
- Évariste de Parny (1753-1814)
- Théodore Pavie (1811-1896)
- Alain Péters (1952-1995)
- Jean-Baptiste Renoyal de Lescouble (1776-1838)
- Pierre-Louis Rivière (1951-)
- André Robèr (1955-)
- Michel Saad (1943-)
- François Saint-Amand (1824-1886)
- Julienne Salvat (1932-2019)
- Jean-François Samlong (1949-)
- Pierre Amable de Sigoyer (1817-1882)
- Patrick Singaïny (1969-)
- Jean-Paul Tapie (1949-)
- Patrice Treuthardt (1956-)
- Albert Trotet (1937-2022)
- Daniel Vaxelaire (1948-)
- Pierrot Vidot (1960 ?)
- Baptiste Vignol (1971)
- Auguste Vinson (1819-1903)
- Françoise Vergès (1952-)
- Paul Vergès (1925-2016)
- Ambroise Vollard (1866-1939)

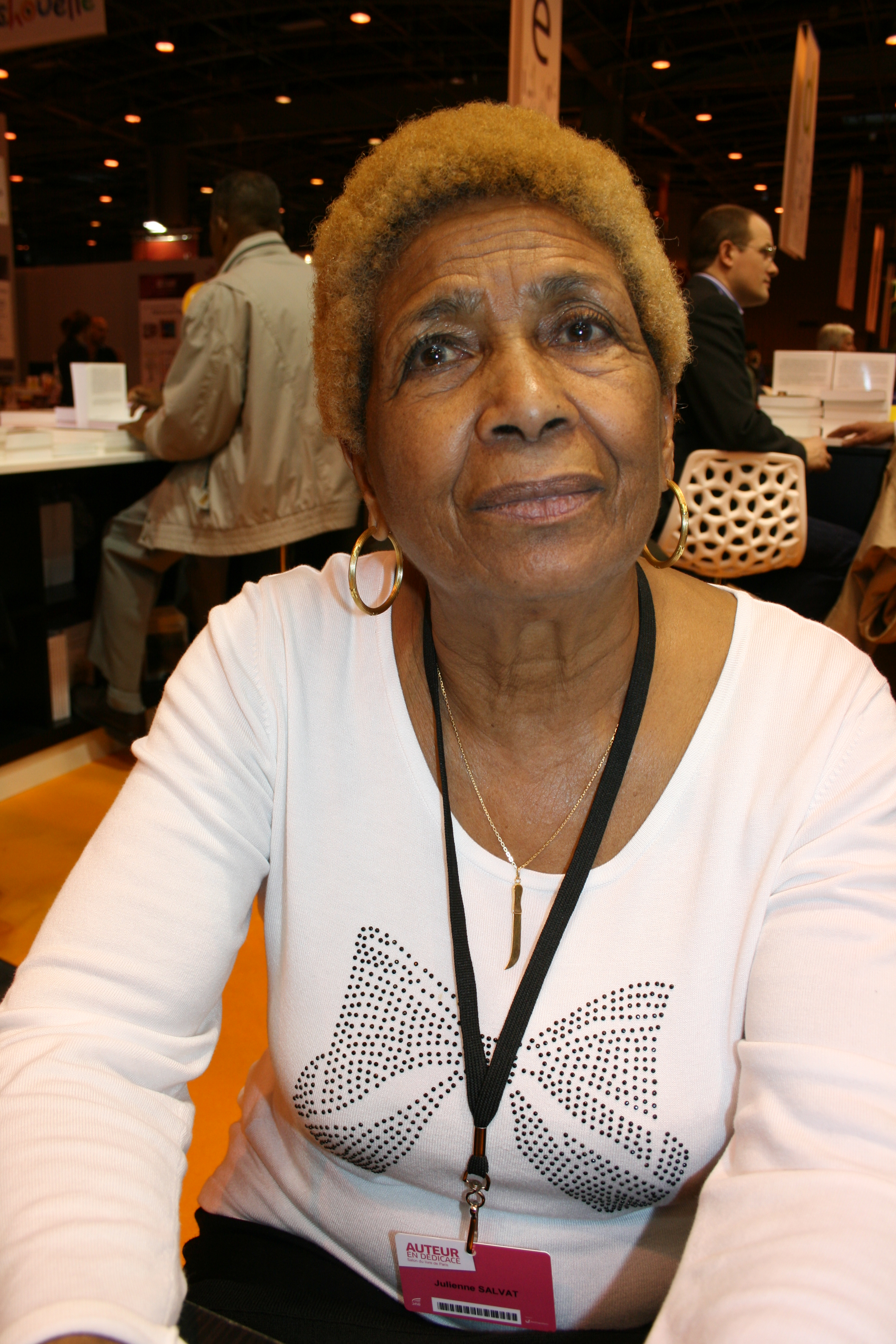
Julienne Salvat
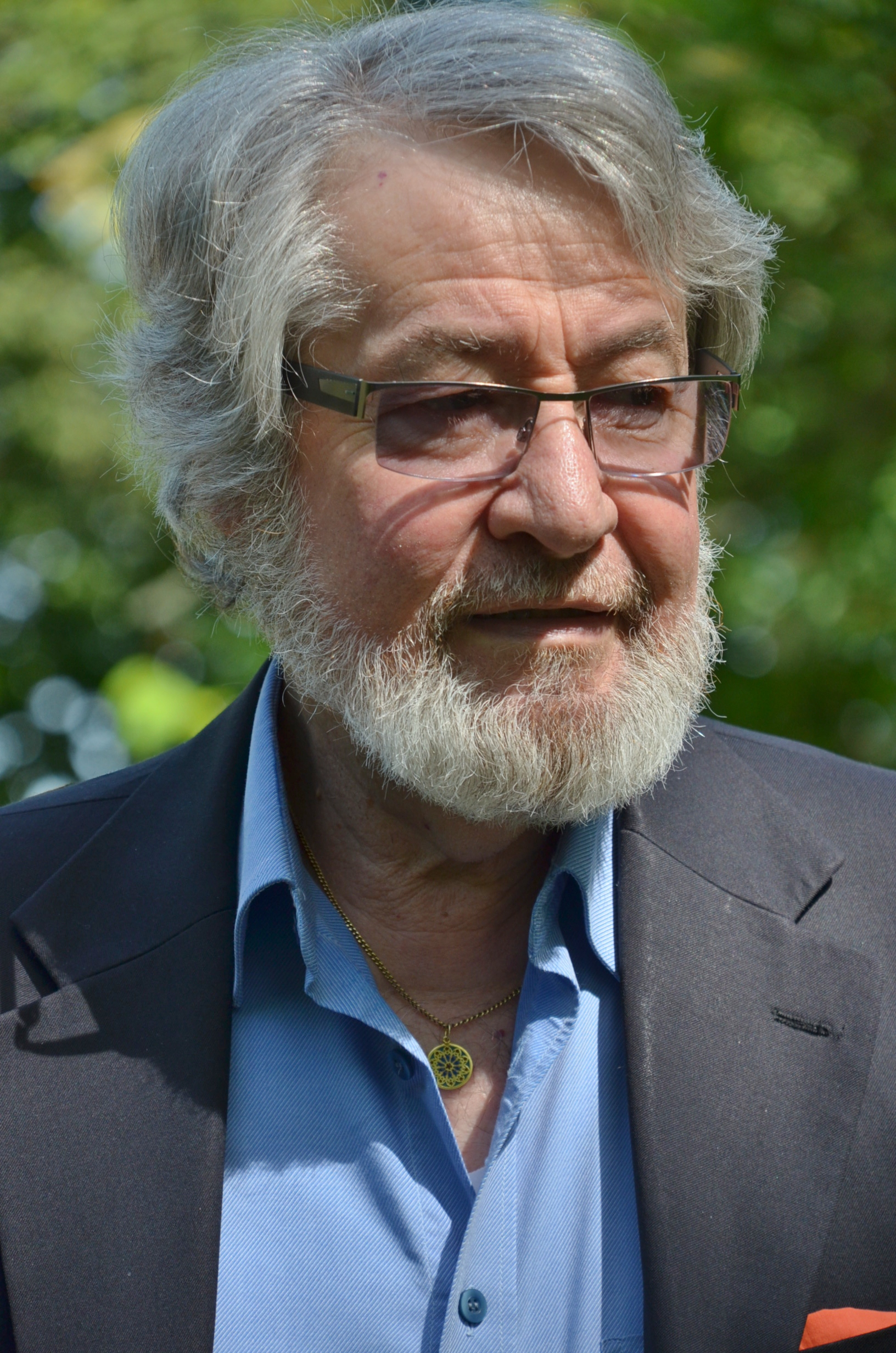
Yves Gomy
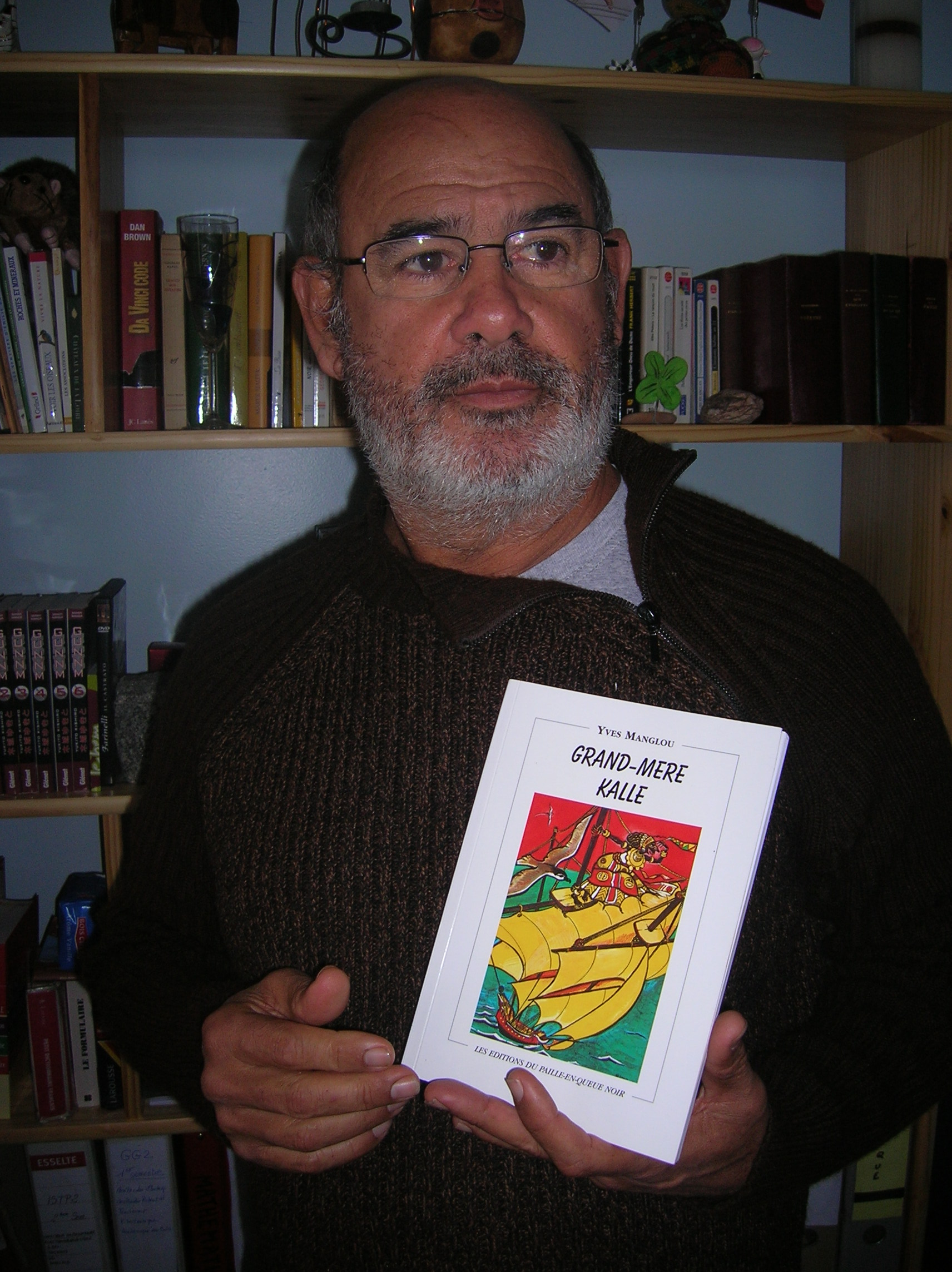
Yves Manglou
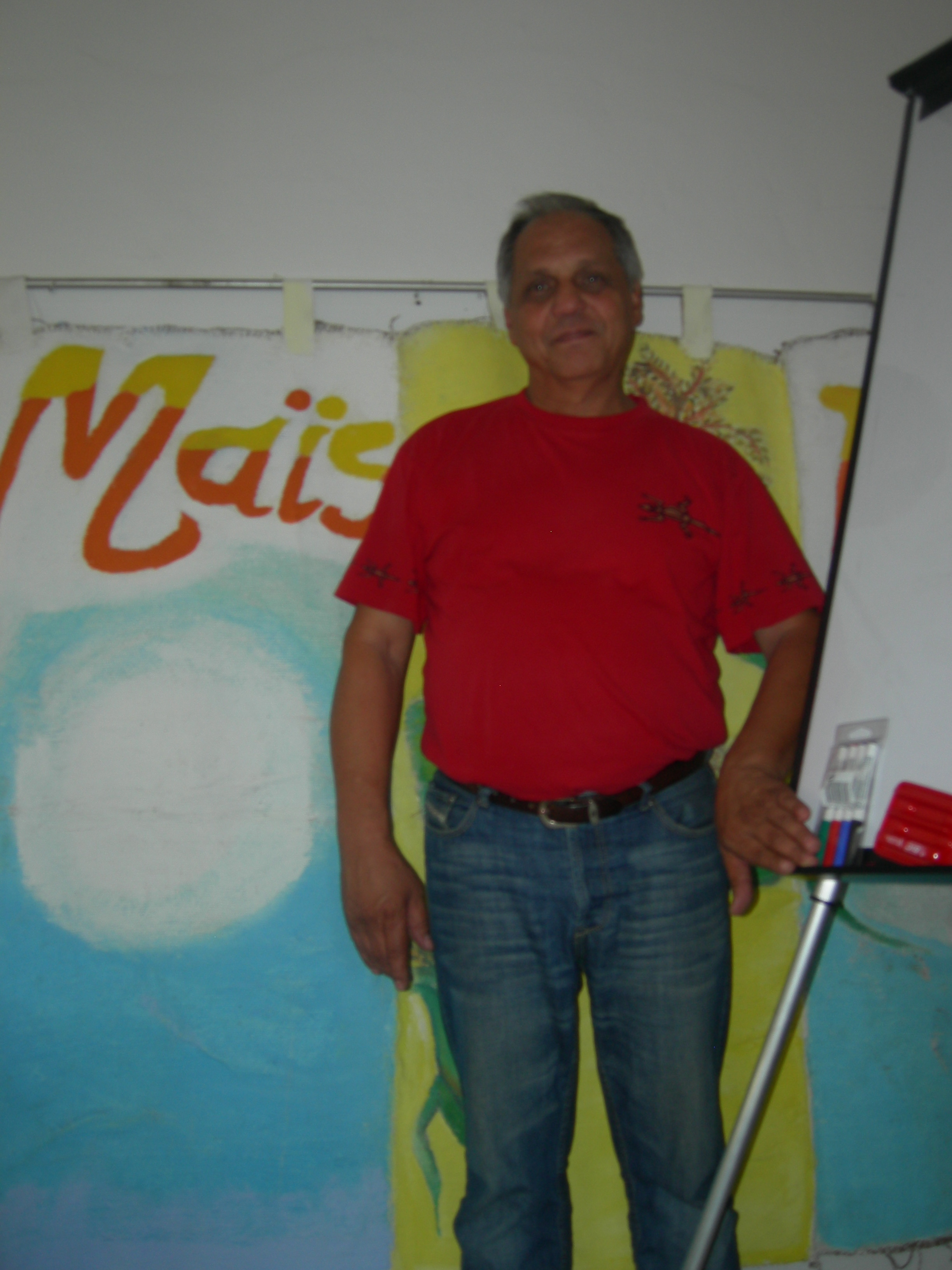
Axel Gauvin
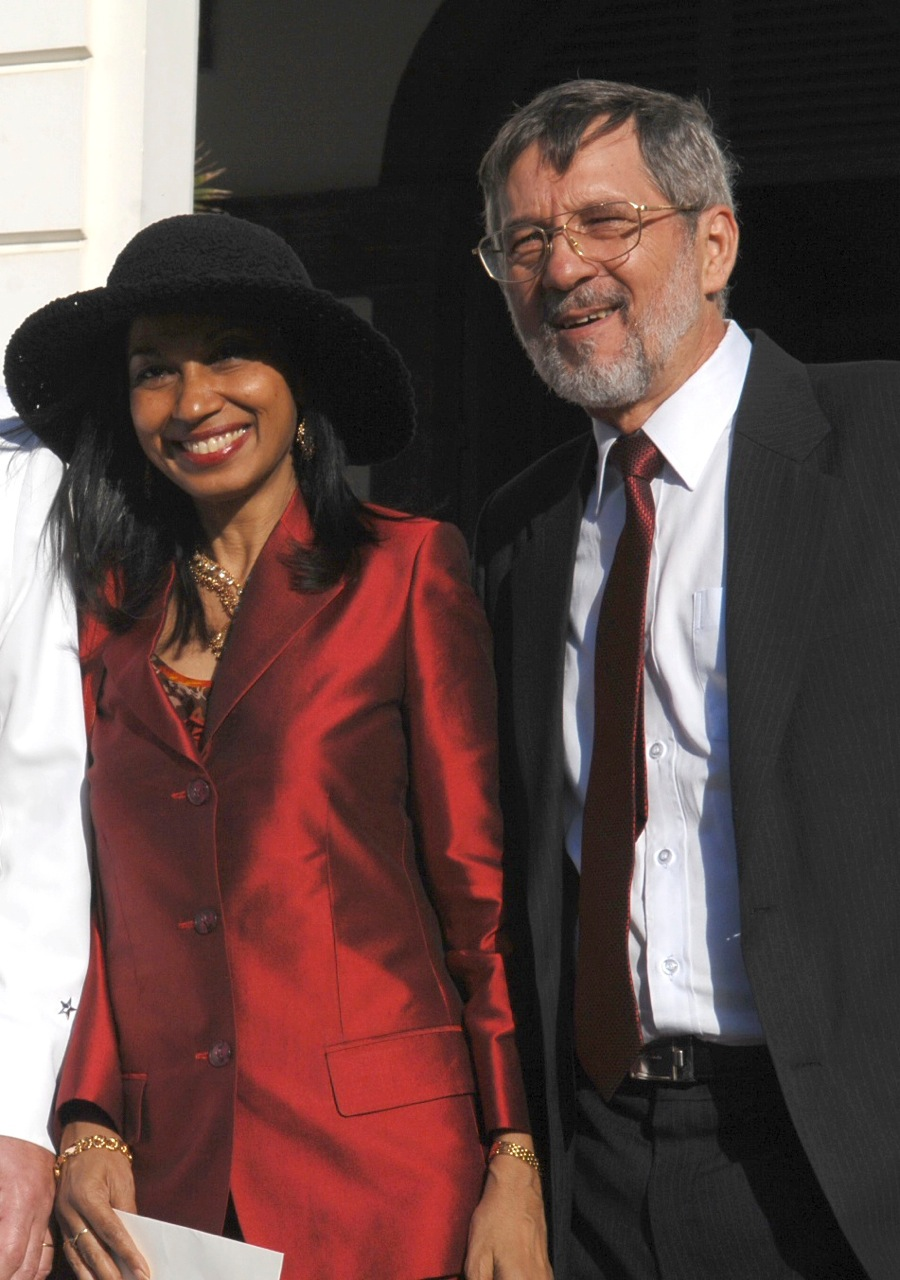
Daniel Vaxelaire
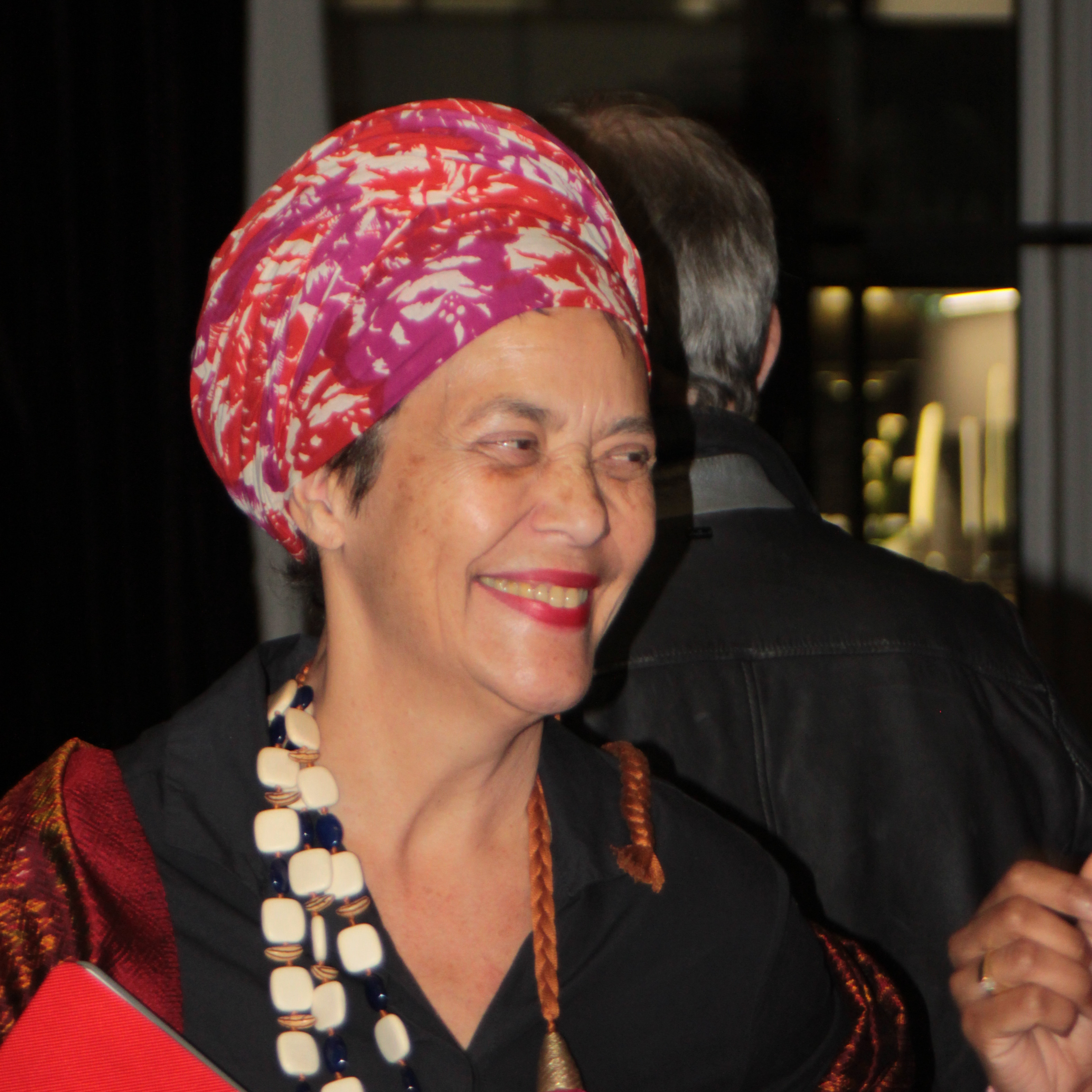
Françoise Vergès
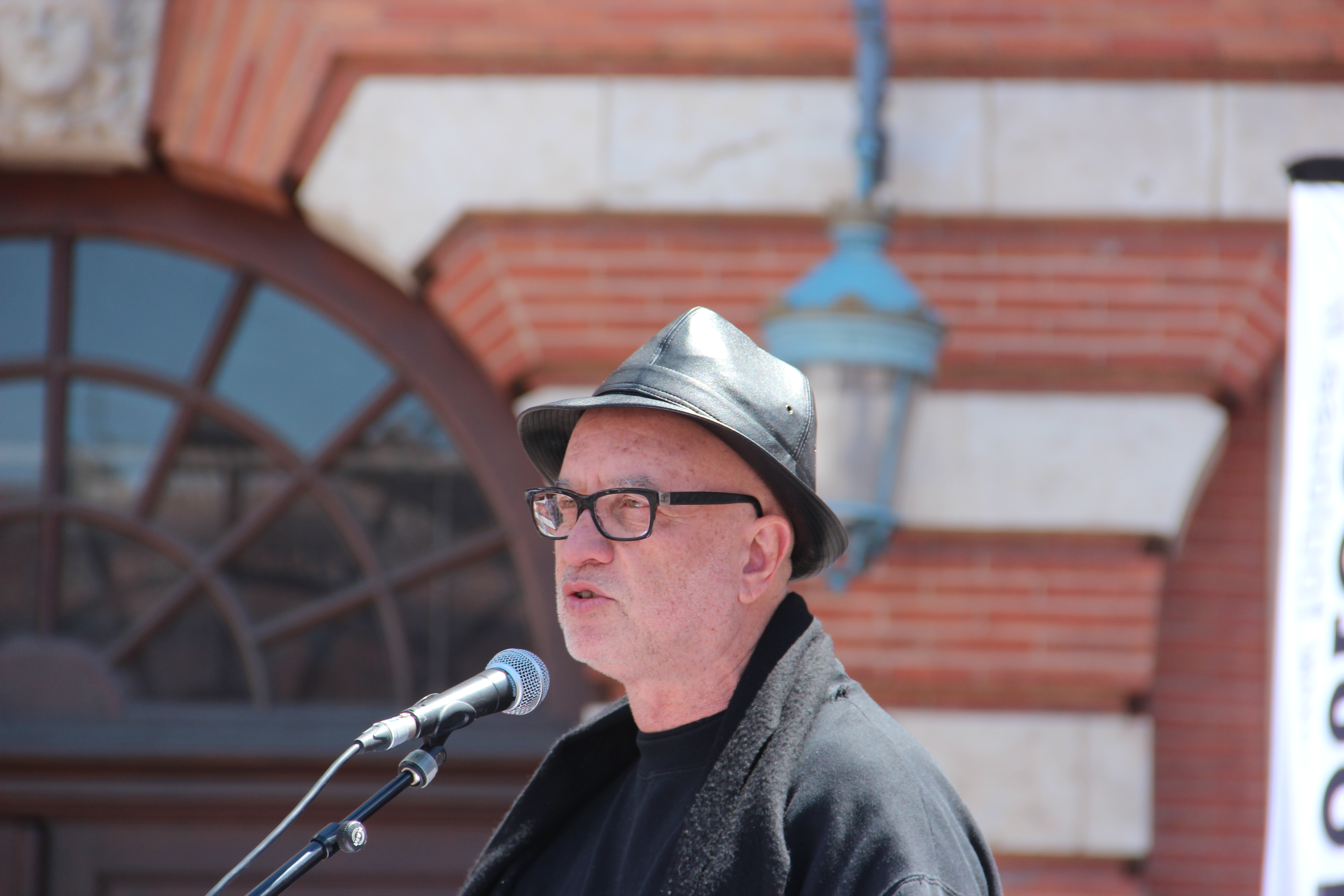
André Robèr
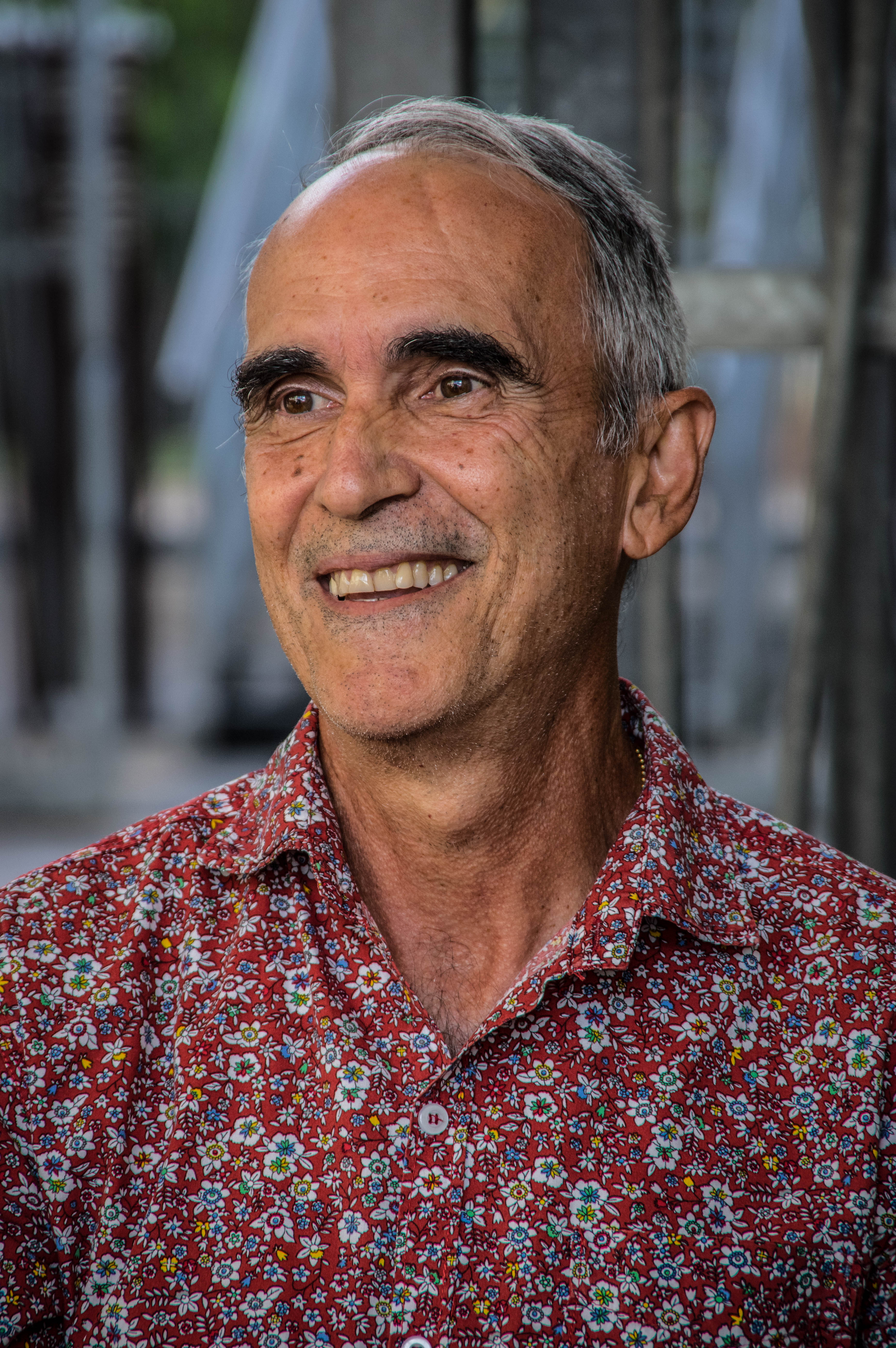
Patrice Treuthardt
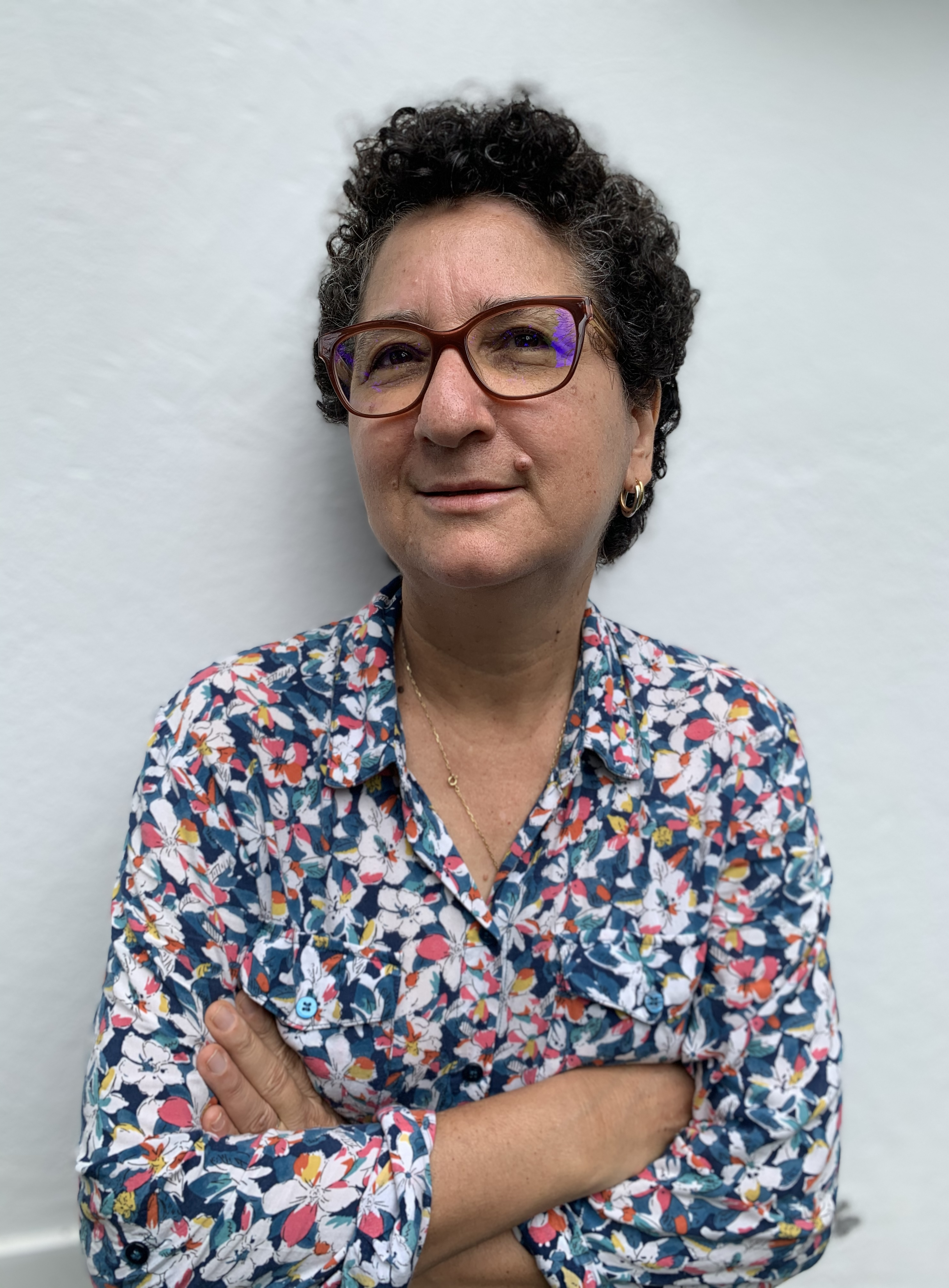
Céline Huet
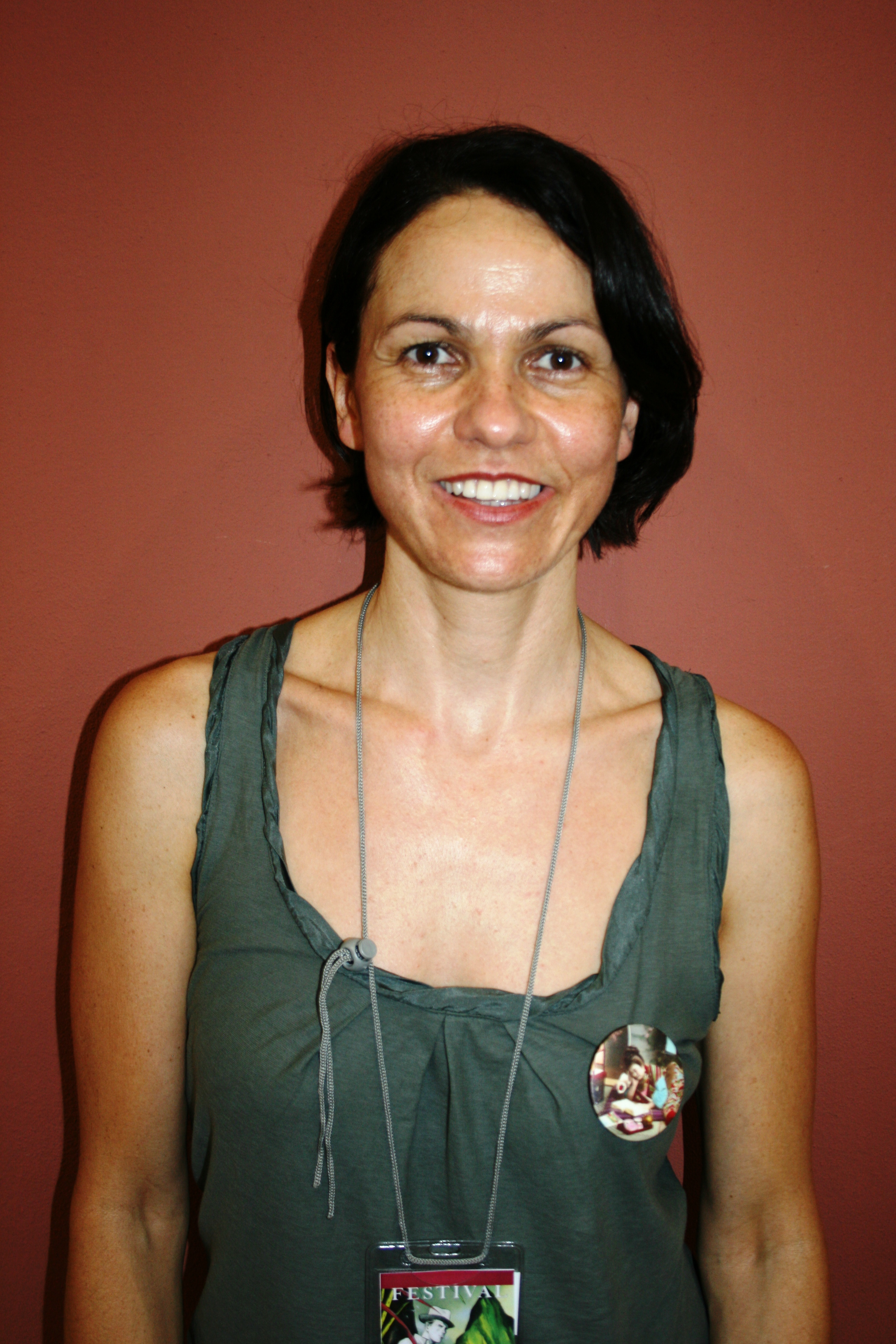
Joëlle Écormier
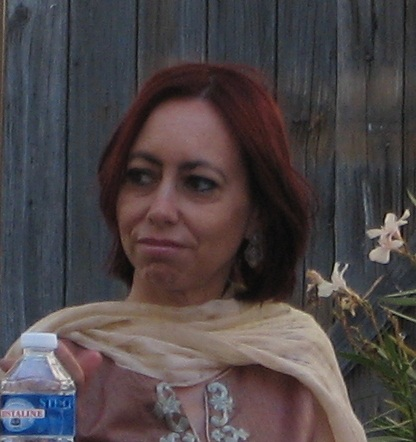
Catherine Boudet
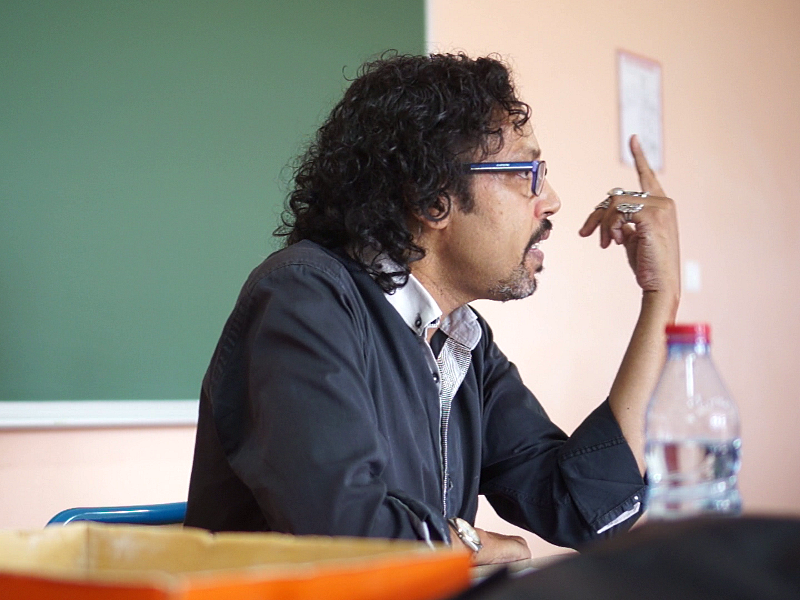
Patrick Singaïny
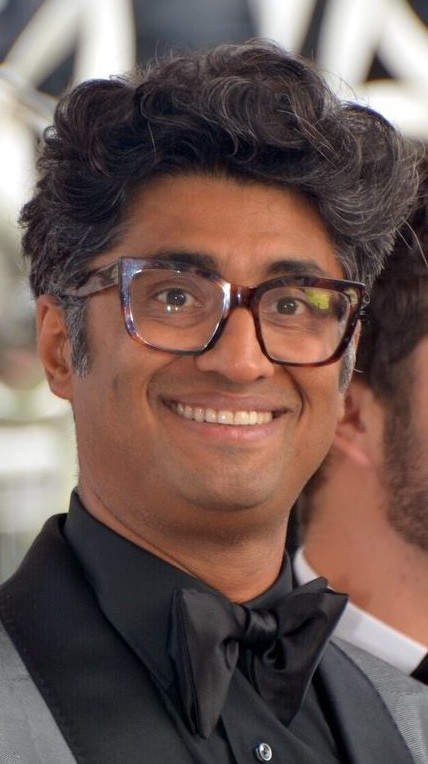
Sébastien Folin
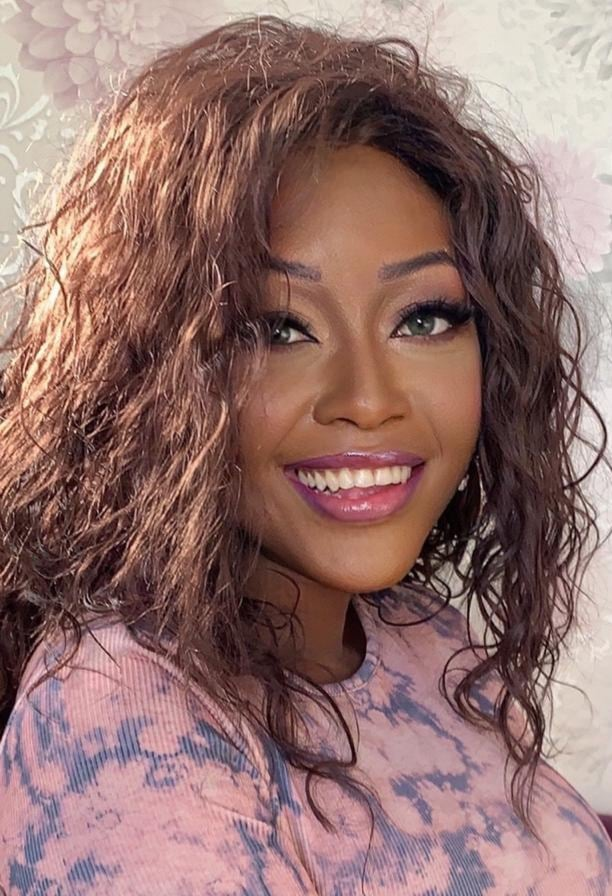
Gaëlle Bélem
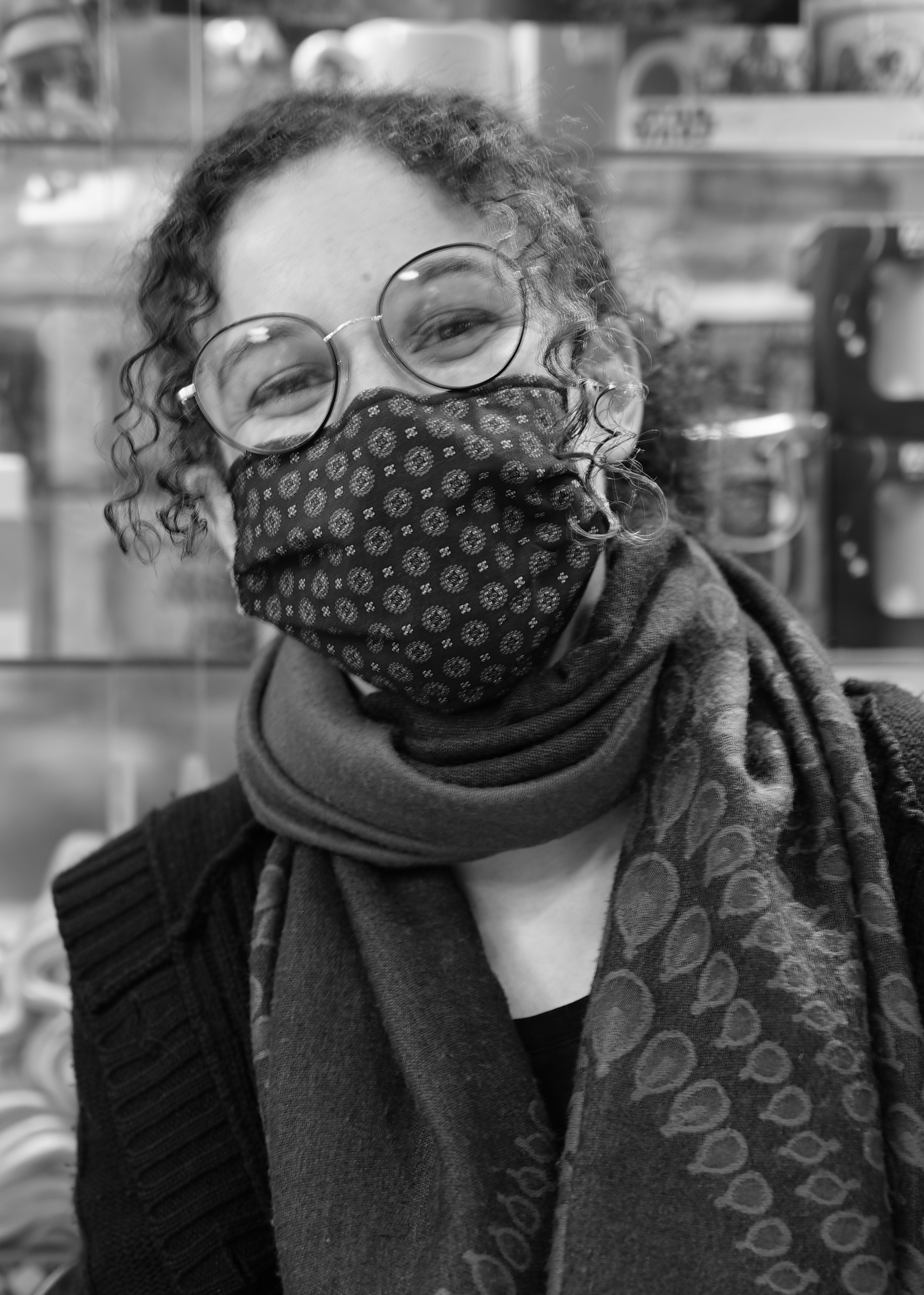
Lou Lubie

### Liste chronologique
- Antoine Bertin (1752-1790)
- Évariste de Parny (1753-1814)
- Jean-Baptiste Renoyal de Lescouble (1776-1838)
- Étienne Azéma (1778-1851)
- Louis Héry (1808-1856)
- Louis Timagène Houat (1809-1883)
- Eugène Dayot (1810-1852)
- Théodore Pavie (1811-1896)
- Auguste Logeais (1813-1881)
- Auguste Lacaussade (1815-1897)
- Pierre Amable de Sigoyer (1817-1882)
- Leconte de Lisle (1818-1894), poète
- Auguste Vinson (1819-1903)
- Georges Azéma (1821-1864)
- Victorine Monniot (1824-1880)
- François Saint-Amand (1824-1886)
- Léon Dierx (1838-1912)
- Jules Hermann (1845-1924)
- Joseph Bédier (1864-1938)
- Ambroise Vollard (1866-1939)
- Louis Ozoux (1869-1935)
- Auguste Brunet (1878-1957)
- Paul Hermann (1878-1950)
- Marius-Ary Leblond (1880-1953)
- Georges Fourcade (1884-1962)
- Hippolyte Foucque (1887-1970)
- Marguerite-Hélène Mahé (1903-1996)
- Myriam Cazalou (1912-2010)
- Jean-Henri Azéma (1913-2000)
- Jean Albany (1917-1984)
- Paul Vergès (1925-2016), avocat
- Henri Madoré (1928-1988)
- Boris Gamaleya (1930-2019)
- Julienne Salvat (1932-2019), poésie, théâtre
- Albert Trotet (1937-2022)
- Anne Cheynet (1938-), romancière
- Jean Lods (1938-)
- Daniel Honoré (1939-2018)
- Monique Agénor (1940-)
- Jean-Claude Legros (1940-)
- Yves Gomy (1942-)
- Gilbert Aubry (1942-)
- Michel Saad (1943-)
- Yves Manglou (1943-)
- Axel Gauvin (1944-), romancier
- Alain Gili (1946-)
- Firmin Lacpatia (1946-)[6]
- Alain Lorraine (1946-)
- Daniel Vaxelaire (1948-)
- Daniel Lauret (1949-)
- Jean-Paul Tapie (1949-)
- Jean-François Samlong (1949-), poète, romancier, traducteur, essayiste
- Jean-François Géraud (1950-)
- Pierre-Louis Rivière (1951-)
- Alain Péters (1952-1995)
- Françoise Vergès (1952-)
- André Robèr (1955-)
- Jean-Claude Carpanin Marimoutou (1956-)
- Patrice Treuthardt (1956-), poète
- Maryvette Balcou (1957-)
- Jean-Louis Robert (1957-)
- Claire Karm (1958-)
- Germain Grégoire (1960 ?)
- Nadine Fidji (1960-)
- Véronique Alhoune (1960 ?)
- Pierrot Vidot (1960 ?)
- Christian Jalma (1961-)[5]
- Philippe Morvan (1962-)
- Céline Huet (1963-)
- André Pangrani (1965-2016)
- Joëlle Écormier (1967-)
- Catherine Boudet (1968-)
- Patrick Singaïny (1969-)
- Sébastien Folin (1970-)
- Julien Magamootoo (1970 ?)
- Baptiste Vignol (1971)
- Sonia Cadet (1971-)
- Alexandre Lorillon (1975 ?)
- Mikael Kourto (1975-)
- Babou B'Jalah (1977-)
- Francky Lauret (1978-)
- Éric Magamootoo (1980 ?)
- Gaëlle Bélem (1984-)
- Lou Lubie (1990-)
- Ann O'aro (1990-)
- Louisa M.E Lafable ()
- Charles-Hubert Lebon ()

## Principales œuvres
- Liste des livres écrits en créole réunionnais
- Littérature d'enfance et de jeunesse réunionnaise
- Romans réunionnais

### Liste d'œuvres littéraires se déroulant à La Réunion
- L'Aimé, 1990.
- Bourbon pittoresque, 1839.

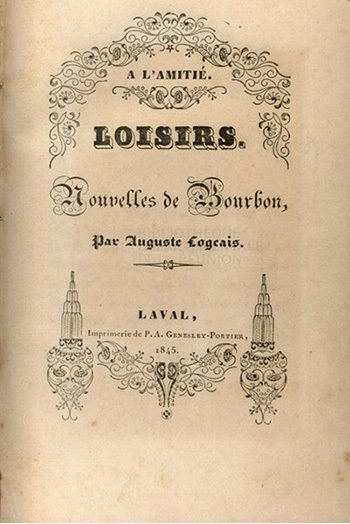
Page de titre de Loisirs, un recueil de nouvelles d'Auguste Logeais publié en 1845.

- Une Chasse aux nègres-marrons, 1845.
- En France, 1909.
- Faims d'enfance, 1987.
- Le Journal de Marguerite, 1858.
- Léonard, 1863.
- Loisirs, 1845.
- Les Marrons, 1844.
- Le Miracle de la race, 1914.
- Les Muselés, 1977.
- L'Ophélia, roman d'un naufrage.
- Poèmes antiques, 1852.
- Poèmes barbares, 1862.
- Poèmes et Paysages, 1852.
- Poèmes tragiques, 1884.
- Quartier Trois-Lettres, 1980.
- Sacatove, 1846.
- Les Salaziennes, 1839.
- Sortilèges créoles : Eudora ou l'île enchantée, 1952.
- Ulysse, Cafre, 1924.
- Le Volcan à l'envers ou Madame Desbassyns, le Diable et le Bondieu, 1983.
- Voyage dans les quatre principales îles des mers d'Afrique, 1804.

## Principaux éditeurs
- Maisons d'édition ayant leur siège à La Réunion

- Association des écrivains réunionnais.
- Association Réunionnaise Communication et Culture.
- Azalées Éditions.
- Association Région Sud Terres Créoles.
- Epsilon Éditions.
- Éditions K'A.
- Océan éditions.
- Union pour la défense de l'identité réunionnaise.

## Institutions
- Salon du livre Athéna (à Saint-Pierre)
- Festival du livre et de la bande dessinée (de la Réunion)
- LanKRéol (2004), concours littéraire, annuel, en trois spécialités (nouvelles, contes/légendes, poésie)
- Éditions K'A

### Prix
- Prix des Mascareignes (1963-1998)
- Grand prix Littéraire des Océans Indien et Pacifique (1999-)
- Ville de Saint-Denis :  Grand prix du roman métis, Prix du Roman Métis Lycéens
- Prix des cinq continents de la francophonie
- Prix RFO du livre
- Prix Beaumarchais des écritures dramatiques de l’Océan Indien
- Prix Indianocéanie[7]
- Prix littéraire de l’océan indien (Inspection des écoles française, AEFE)[8]
- Grand prix du roman métis (2010)
- Liste des prix littéraires français et francophones[9]

### Discographie
- Les littératures des îles de l'océan Indien par Jean-Louis Joubert, (enregistrement lors de la rencontre Couleur saphir, no 91, du 27 février 2004), ARCC, Paris, CD, 51 min.